# 双流假说
双流假说（英語：two-streams hypothesis）是一个颇具影响力的视觉信息神经处理模型。 这一假说认为人类大脑中拥有两种视觉系统，当视觉信息从枕叶传出后经由两条路径传递，其中参与物体识别的腹流（ventral stream）进入颞叶，而参与空间位置信息处理的背流（dorsal stream）则最终进入顶叶。因而腹流又被称为内容通路（what pathway），背流又被称为空间通路（where pathway）。